# Ventiseri
Ventiseri es una comuna y población de Francia, en la región de Córcega, departamento de Alta Córcega.
Su población en el censo de 1999 era de 2.023 habitantes.